# Zorán Sztevanovity
Zorán Sztevanovity (n. 4 martie 1942, Belgrad) este un cântăreț, instrumentist și compozitor maghiar de origine sârbă, a cărui carieră a început în anii '60 cu formația Metró și a continuat apoi cu numeroase albume solo, apreciate pe scară largă atât în Ungaria cât și în alte țări.